# Protesta per l'autonomia catalana del 2010

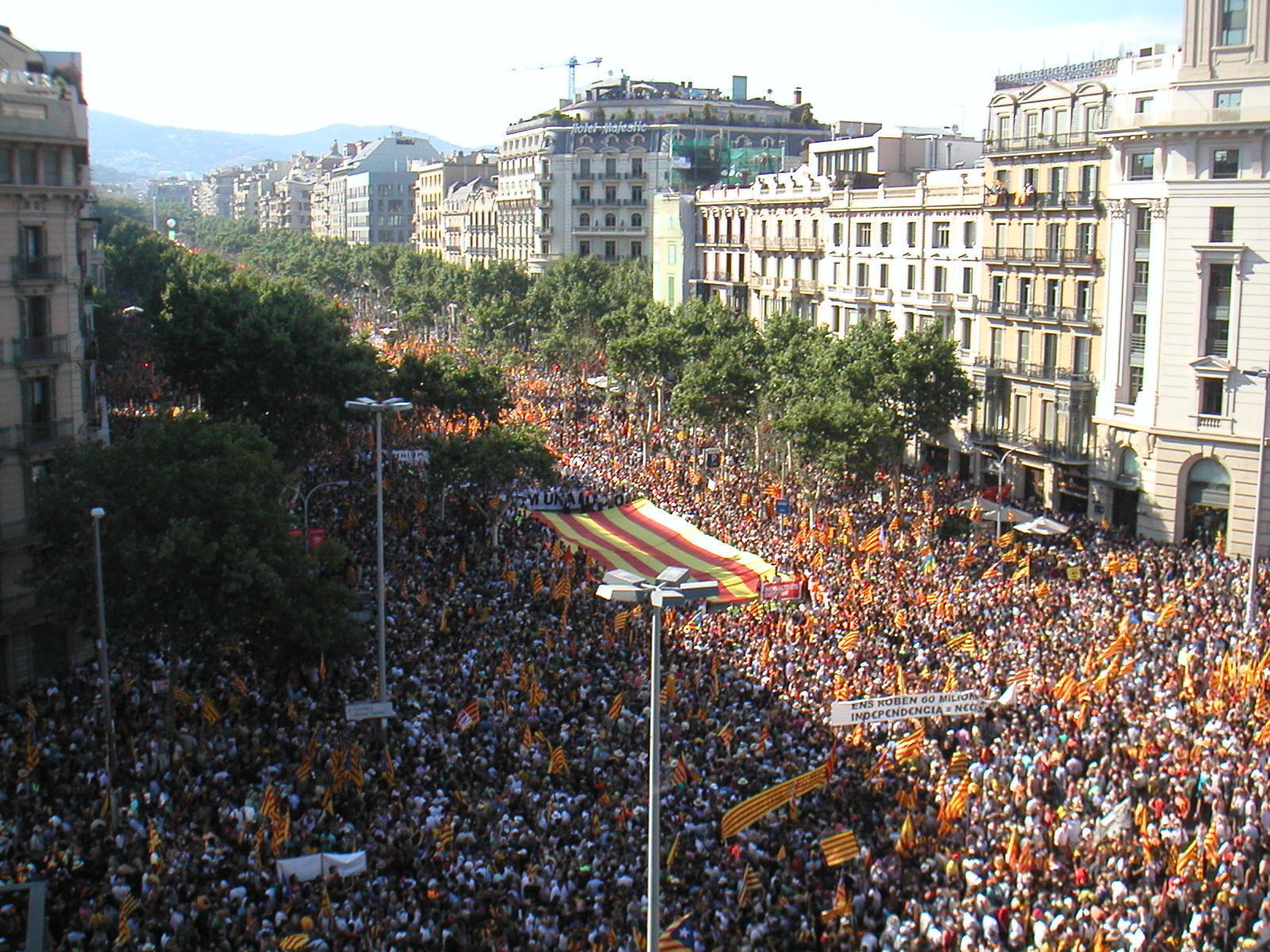
La manifestazione a Passeig de Gràcia

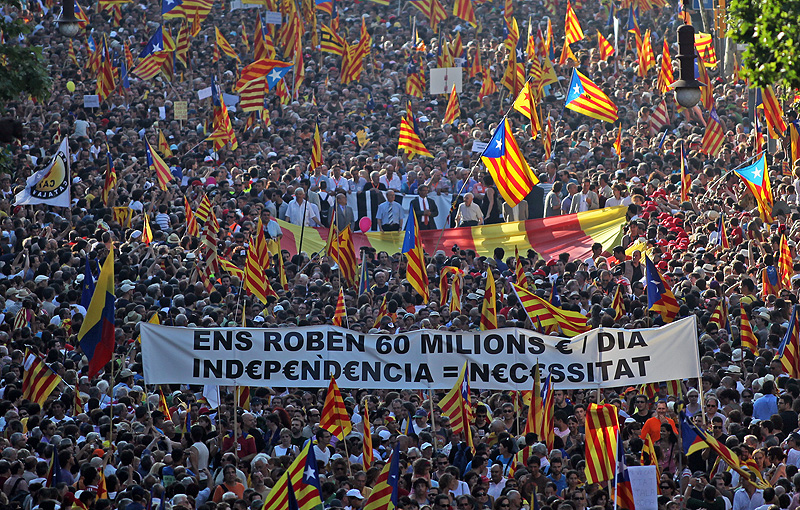
La manifestazione

La protesta per l'autonomia catalana del 2010 è stata una dimostrazione avvenuta nel centro di Barcellona il 10 luglio 2010 contro le limitazioni dell'autonomia della Catalogna con la Spagna ed in particolare contro la recente decisione del Tribunale costituzionale spagnolo di annullare vari articoli dello statuto del 2006.
Il numero di persone che hanno preso parte alla dimostrazione è stato stimato tra gli 1,1 milioni (secondo la polizia) e 1 milione e mezzo (secondo gli organizzatori) a 56.000-62.000 secondo Lynce, una società privata.

Il giornale di Madrid El País ha stimato 425.000 dimostranti.
Il sindaco di Barcellona ha descritto la manifestazione come "senza precedenti".
Lo slogan della manifestazione era, in catalano, Som una nació. Nosaltres decidim. ("Siamo una nazione. Noi decidiamo.")